# دختر پرروی من
دختر پرروی من (به انگلیسی: My Sassy Girl)محصول سال ۲۰۰۸ آمریکا، بازسازی فیلم کمدی عاشقانه ای با همین نام است که در سال ۲۰۰۱ توسط کشور کره جنوبی تولید شده بود.

## خلاصه داستان
همانند داستان اصلی، فیلم نشان میدهد که چگونه یک مرد دلربا عاشق یک جهنمی میشود. برادفورد در نقش چارلز بلو ایفای نقش می‌کند که شخصیتی موادب و خوش‌قلب است و از ایندیانا، یکی از ایالت‌های غرب میانه آمریکا است و نقش جردن روآرک را الیشا کاتبرت برعهده دارد که دختریست زیبا، جذاب، عاطفی که بیش از حد مست می‌کند و با پدر پزشک پولدار خود در نیویورک زندگی میکند. داستان از زبان چارلی روایت میشود.
والدین چارلی امیدوارند روزی برسد که پسرشان به مدارج مدیریتی در شرکت کشاورزی تیلر کینگ برسد. محلی که روزی پدر چارلی به عنوان مکانیک تعمییرات تراکتور در آنجا کار میکرد. زمانی که چارلی تحصیل در دانشکده بازرگانی نیویورک را آغاز کرد، با جردن روآرک در مترو مواجه می‌شود که ببش از حد به نرده ریل ایستگاه مترو تکیه داده است در حالی که قطار به سرعت به سمتش می‌آید. چارلی جان جردن را نجات داده و او را در حالی که در اثر مستی بیش از حد بیهوش بود به آپارتمانش میبرد.
در طول هفته‌های بعد، چارلی و جردن خاطرات جالبی خلق میکنند. چارلی به دلیل بی‌ثباتی رفتاری جردن، معمولاً او را با خود به جائی نمی‌برد اما جردن از نادیده گرفته‌شدن خودداری کرده و خودش را به چارلی میچسباند.در این میان، جردن به چارلی میگوید که نامزدش به تازگی او را ترک کرده است، جردن همچنین به نماینده شرکت تیلر کینگ میگوید که از چارلی صاحب فرزند شده و به چارلی وعده اجرای تک نوازی پیانو را میدهد.در طول این مدت چارلی و جردن هیچگونه رابطه جنسی با هم ندارند اما جردن به شدت عاشق چارلی شده و از بودن با وی احساس لذت می‌کند.در این زمان، گاهی اتفاق می‌افتد که پدر جردن معتقد است چارلی مسئول مستی‌های دخترش است.
پس از گذشت ۲ یا ۳ ماه، جردن از چارلی تقاضا می‌کند تا در پارک مرکزی نیویورک با یکدیگر ملاقات کرده و نامه‌های عاشقانه‌شان را با هم معاوضه کنند. در پارک جردن به چارلی میگوید که برای فراموش کردن نامزد سابقش به زمان بیشتری نیاز دارد و اصرار می‌کند تا نامه‌هایشان را در زیر درخت بونسای پنهان کنند و به دیدارهایشان خاتمه دهند تا دقیقاً یکسال بعد، همان روز و همانجا یکدیگر را ملاقات کنند. روز موعود فرا میرسد و چارلی به محل درخت مراجعه می‌کند اما جردن، آنجا نیست. در نامه جردن اینگونه آمده که نامزد وی در واقع خودکشی کرده و چارلی او را به یاد نامزد فقیدش میانداخته و بسیاری از خاطراتی که با چارلی داشته بازسازی از خاطرات وی با نامزدش بوده است. همچنین قید می‌کند که غیاب وی در زیر درخت بونسای به معنی عدم تسکین وی است و سرنوشت اینگونه رغم خورده تا این دو با هم نباشند.
روز بعد، جردن به محل ملاقات میرود و پیرمردی را میبیند که به وی میگوید: از رفتن وی تا کنون، چارلی دائماً از درخت بازدید میکرد و حتی پس از برخورد صاعقه با درخت که چند ماه قبل به وقوع پیوست آن درخت را تعویض کرده است. چارلی در نامه‌اش اینگونه گفته که جردن تنها زنیست که بینهایت عاشقش شده و برای همیشه با وی خواهد بود.
مدتی بعد، جردن با مادر نامزد سابقش ملاقات میکند. مادر شوهر سابق جردن بسیار مصر است تا وی با مردی جوان ازدواج کند و برای آن روز ترتیب ملاقات دو نفره‌ای را داده بود. زمانی که او شروع به تعریف از مرد جوان کرد، چارلی وارد رستوران شد.در واقع نامزد فقید جردن، پسر عمه چارلی بوده است.
فیلم با بوسه جردن و چارلی در حالی خاتمه میباید که چارلی به مخاطب میگوید: «همه ما برای شکل دادن به زندگیمان باید به سرنوشت کمک کنیم». و جملات پیرمرد (داخل پارک) را تکرار می‌کند که گفت: «شما باید پلی بسازید به سمت کسی که دوستش دارید».